# Edmund Spieß von Büllesheim

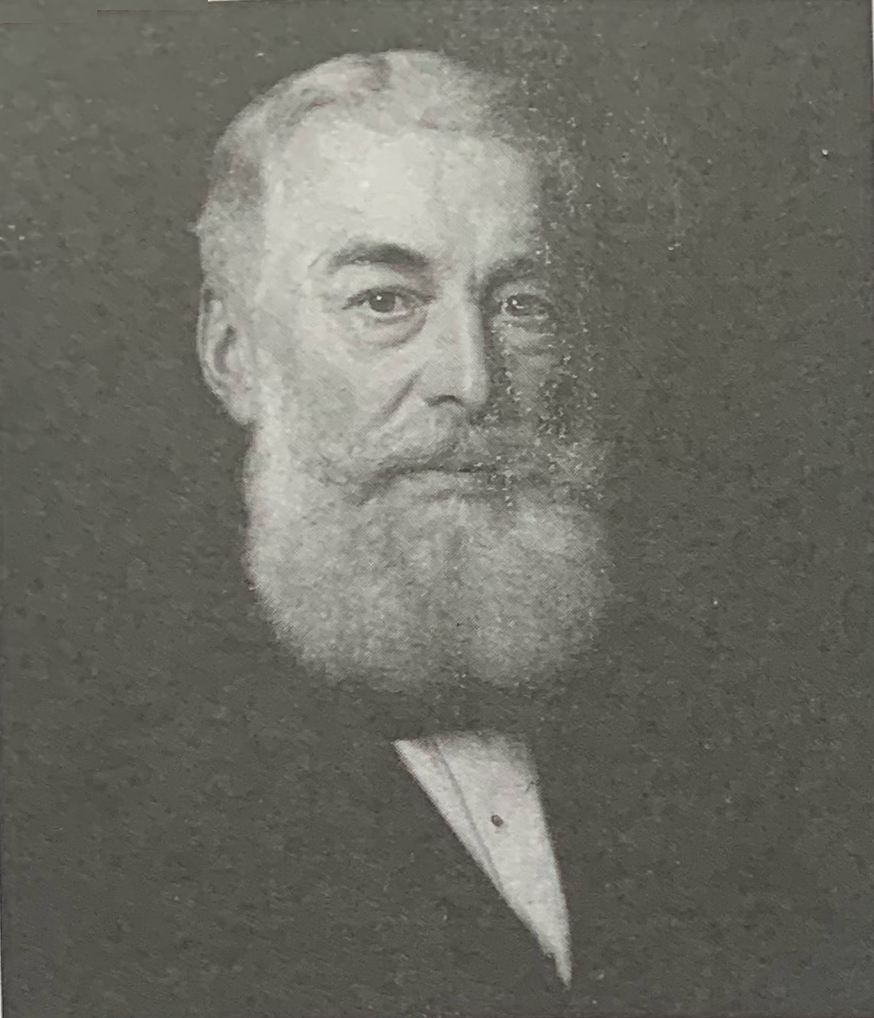
Edmund Spieß von Büllesheim

Edmund Wilhelm Emmerich Aalduin Maria Josef Hubertus Appollinaris Gregor Freiherr Spieß von Büllesheim (* 23. April 1820 auf Haus Hall; † 7. Januar 1904 ebenda) war ein deutscher Rittergutsbesitzer und Politiker.

## Leben
Spieß von Büllesheim war der Sohn von Ludwig Josef von Spies-Büllesheim und dessen Ehefrau Caroline Freiin Raitz von Frenz (* 11. März 1792 auf Haus Hall; † 28. August 1855 ebenda). Er war katholisch und heiratete am 7. Juni 1864 Sophie Freiin von und zu Fürstenberg aus dem Hause Borbeck (* 21. Juli 1837 in Borbeck; † 17. Oktober 1915 auf Haus Hall).
Er besuchte das Gymnasium in Düsseldorf und legte dort Herbst 1841 das Abitur ab. Danach studierte er Rechts- und Kameralwissenschaften an den Universitäten Bonn und Berlin. Ab September 1844 war er Auskulatenant beim Oberlandesgericht Münster und ab September 1845 Regierungsreferendar bei der Regierung Düsseldorf. 1851 schied er auf eigenen Wunsch aus dem Staatsdienst aus. Er leistete den Militärdienst und schied als Sekonde-Lieutenant aus dem Militärdienst aus. Er lebte als Rittergutsbesitzer auf Haus Hall.
Spieß von Büllesheim war Bürgermeister von Ratheim und Mitglied des Kreistags und des Kreisausschusses im Kreis Heinsberg. Er war von 1854 bis 1865 stellvertretender Abgeordneter im Provinziallandtag der Rheinprovinz für den Stand der Ritterschaft und wurde 1854 bis 1856 und 1864 in den Landtag einberufen. Von 1866 bis 1888 war er dann selbst Abgeordneter im Provinziallandtag. Als Mitglied des Zentrums war er von 1856 bis 1858 und 1875 bis 1882 Abgeordneter im Preußischen Abgeordnetenhaus.
Von 1887 bis 1904 war er Mitglied im Bauernverein. Er war Mitglied der Rheinischen Ritterschaft und dort von 1861 bis 1877 Kassenwart und von 1875 bis 1904 Ritterrat. Er wurde mit dem Kronenorden 2. Klasse ausgezeichnet.